# Ankie Broekers-Knol
Ankie Broekers-Knol, all'anagrafe Anneke Broekers-Knol (Leida, 23 novembre 1946), è una politica olandese, appartenente al Partito Popolare per la Libertà e la Democrazia (VVD). Componente della Eerste Kamer dal 2 ottobre 2001 all'11 giugno 2019, ne è stato presidente dal 2 luglio 2013 all'11 luglio 2019; a partire dall'11 luglio 2019 ricopre l'incarico di Segretario di Stato per la giustizia e la sicurezza nel Governo Rutte III.

## Biografia

### Formazione
Laureata in diritto olandese presso l'Università di Leida, si è specializzata in diritto civile. È stata direttrice del dipartimento di Moot Court e Advocacy dell'Università di Leida. È stata anche membro del consiglio comunale di Bloemendaal e presidente del Comitato permanente della Prima camera per la sicurezza e la giustizia.

### Presidente della Eerste Kamer e Segretario di Stato
Ha fatto parte della Eerste Kamer dal 2 ottobre 2001 all'11 giugno 2019; dal 2 luglio 2013 all'11 giugno 2019 ne è stata presente.
L'11 giugno 2019 ha prestato giuramento come segretario di Stato per la giustizia e la sicurezza nel governo Rutte III. Succedette al collega Mark Harbers, che si era dimesso il mese prima. All'età di 72 anni, Broekers-Knol è la più anziana segretaria di stato nella storia parlamentare olandese quando entrò in carica.

### Vita privata
Vive a Overveen ed è sposata con il neurologo Arnoud Broekers, insieme hanno due figlie.